# Keleti cickány
A keleti cickány (Crocidura suaveolens) az emlősök (Mammalia) osztályának Eulipotyphla rendjébe, ezen belül a cickányfélék (Soricidae) családjába és a fehérfogú cickányok (Crocidurinae) alcsaládjába tartozó faj.

## Előfordulása
A keleti cickány Eurázsia nagy részén, az atlanti partvidéktől Kelet-Szibériáig megtalálható a mérsékelt éghajlati övben. Európában elterjedési területe Portugáliától a kontinens középső és déli részeiig terjed; elterjedésének északi határa Közép-Franciaországon, -Németországon és -Lengyelországon át húzódik. Délen egészen a Sínai-félszigetig hatol. Magyarországon országszerte előfordul, a Dél-Dunántúlon, az Észak-Alföldön és a Zemplénben gyakrabban megtalálható. Közeli rokonánál, a mezei cickánynál gyakoribb.
Erdőkben, cserjésekben, folyó- és tengerpartokon, valamint az emberi településeken egyaránt megtalálható.

## Megjelenése
Bundája hátán szürkés vörös, hasán szürkés-sárga. Sötétebb felső része és világos alsó része között nincs éles az átmenet. Farkán a lelapuló szálak mellett hosszú, szálkás szőrszálak meredeznek. Feje megnyúlt, pofája hegyes, bajuszszőrei hosszúak, orra állandó mozgásban van. Szemei kicsik, fülei kicsit kiemelkednek ki a bundájából. Fogai teljesen fehérek.
A keleti cickány testhossza 5,0-8,8 cm, farokhossza 2,8-4,2 cm, testmagassága 1,0-1,2 cm. Testtömege 3-6 gramm.

## Életmódja
Az összefüggő erdőségeket kerüli, inkább a mozaikos vegetációjú, bozótos-rétes élőhelyeket, kerteket kedveli. A településekre is beköltözik. Sokhelyütt egy élőhelyen található meg a mezei cickánnyal, bár utóbbi inkább a szárazabb területeket kedveli.
Rendszeres szünetekkel, de egész nap aktív lehet, leginkább reggel és délután mozog. Téli álmot nem alszik. Territoriális viselkedést mutat, a hímek egymással agresszívak lehetnek. 
A keleti cickány különböző gerinctelenekkel táplálkozik. Táplálékát elsősorban földigiliszták és kis (1 cm-nél kisebb) rovarok, lárvák alkotják. Ha alkalma nyílik rá, dögöt is fogyaszt.
A cickányok anyagcseréje testméretükkel fordítottan arányos. Minél kisebb egy állat, testfelülete a tömegéhez képest annál nagyobb, és így hővesztesége is nagyobb, ezért állandó kalóriafelvételre van szüksége. A keleti cickány naponta testtömege 90%-nak megfelelő táplálékot fogyaszt. Ha nem találnak elég táplálékot, sajátságos merev állapotba jutnak. Ez a merev állapot mesterségesen is előidézhető a takarmány megvonásával.
Ellenségei a különféle baglyok (különösen a gyöngybagoly), róka, menyétfélék, sikló, vipera és a házi macska.

## Szaporodása
A keleti cickány évente 3-4 alkalommal szaporodik, szaporodási időszaka áprilistól szeptemberig tart. Vemhességi ideje 27-30 nap, utódainak száma ellésenként 3-5. A kölykök nagyon aprók, lárvaszerűek, teljesen csupaszok, szemük és hallójáratuk zárt. Testtömegük 0,45-1 gramm. A kölykök 17-22 napig szopnak. Ivarérettségüket 4-6 hónapos korban érik el. Élettartamuk 2,5-3 év.

## Természetvédelmi helyzete
A keleti cickány nagy elterjedési területe és viszonylagos gyakorisága miatt a Természetvédelmi Világszövetség Vörös listáján nem fenyegetett státusszal szerepel. Elterjedési területének nyugati részén viszonylag ritka, de pl. Ukrajna erdős sztyepp zónájában a leggyakoribb cickányfajnak számít. Magyarországon védett, természetvédelmi értéke 25 000 Ft. Elsősorban a mezőgazdasági vegyszerezés okozta mérgezés és táplálékhiány fenyegetheti. Szerepel a berni konvenció III. függelékében is.